# Клиса (Велика)
Клиса је насељено место у општини Велика, у западној Славонији, Република Хрватска.

## Историја
До нове територијалне организације налазило се у саставу бивше велике општине Славонска Пожега.

## Становништво
Према попису становништва из 2011. године насеље није имало становника.
| Националност       | 1991.     |
| Срби               | 13 (100%) |
| Хрвати             | 0         |
| Југословени        | 0         |
| остали и непознато | 0         |
| Укупно             | 13        |